# 青年与农村
《青年与农村》是李大钊1919年2月20日至23日在《晨报》发表的文章。提出“要想把现代的新文明，从根底输到社会里面，非把知识阶级与劳工阶级打成一气不可。”号召知识青年到农村去。